# Jean Barraqué
Jean Barraqué (* 17. Januar 1928 in Puteaux bei Paris; † 17. August 1973 in Paris) war ein französischer Komponist.
Barraqué ist ein bedeutender Vertreter der Seriellen Musik. Das Verzeichnis der Werke, die er selbst als gültig angesehen hat und die er vollenden konnte, ist sehr schmal.

## Werke
- Retour für Klavier (1947–48)
- Sonate pour violon seul (Sonate für Geige, 1949)
- Sonate pour piano (Sonate für Klavier, 1950–52)
- Séquence für Stimme (dramatischer Sopran), Schlagwerk und verschiedene Instrumente (1950–55). Texte von Friedrich Nietzsche. Französische Übersetzung von Henri Albert (1950–1955).
- Le Temps Restitué für Sopran, Chor und Orchester nach einem Text aus Der Tod des Vergil von Hermann Broch, 1956–57, 1967–68 (Orchestrierung)
- … au delà du hasard für vier Instrumentalgruppen und eine Vokalgruppe (1958–59). Text von Jean Barraqué nach einem Zitat von Hermann Broch
- Concerto für sechs Instrumentalgruppen und zwei Instrumente (Vibraphon und Klarinette), 1962–68
- Chant après Chant für sechs Schlagzeuger, Gesang und Klavier. Texte von Jean Barraqué und Hermann Broch (»Der Tod des Vergil«, 2. Buch; französische Übersetzung von Albert Kohn) (1965–66)

Nicht anerkannte Werke
- Musique de scène für 4 Klarinetten (Bassklarinette), 3 Saxophone (Alt-, Tenor-, Baritonsaxophon), 2 Trompeten, 2 Posaunen, Tuba, Perkussion (3 Musiker), Xylophon, Vibraphon, Celesta, Glockenspel und Klavier. Schauspielmusik zu acht Theaterminiaturen von Jean Thibaudeau. Das Werk enthält auch zwei Rezitationen L’aventurier und Le pauvre homme. Musik von 1958–59. Uraufführung durch das sirene Operntheater, Wien 2017, unter dem Titel Die Reise. Dieses Werk wurde von Barraqué erweitert und umgearbeitet zu ... au delà du hasard.

## Persönliches Leben
Jean Barraqué war von 1952 bis 1956 mit dem französischen Philosophen Michel Foucault liiert; beide waren mit Vertretern der Pariser Avantgarde freundschaftlich verbunden.

## Diskographie
- Œuvres complètes – Stefan Litwin, Klavier, Klangforum Wien, CD 1, Dir. Sylvain Cambreling, CD 2, Dir. Peter Rundel, CD 3, Dir. Jürg Wyttenbach. CPO (9995692), 1998.